# گل جعفری
گل جعفری (نام علمی: Tagetes) نام یک سرده از خانواده کاسنیان است. این سرده دارای ۵۰ گونه از گیاهان یک ساله یا چند ساله می‌باشد و بومی مکزیک است. گل جعفری محل‌های گرم و آفتابی را دوست داشته و بذر آن‌ها را از نیمه اسفند تا آخر فرودین در خزانه کاشته می‌شود.
گل جعفری گیاهی زیبا با گلبرگ‌های ظریف، پرپشت با رنگ‌های متنوع است که بسیار مقاوم در برابر گرما و تغییرات غیر منتظره دما می باشد. این گل رشد سریعی دارد و بوته‌های فشرده آن خیلی زود باغچه را با برگ و ساقه‌های سبز خود پر می‌کنند.
گونه‌هایی از آن که در باغ‌ها و باغچه‌ها کاشته می‌شوند شامل:
۱. جعفری آفریقایی (به انگلیسی: Tagetes erecta) تا ۴ پا رشد کرده و گل‌های بزرگ به رنگ نارنجی یا زرد دارد.
۲. قرنفل هند (به انگلیسی: Tagetes patula) تا دو پا رشد کرده و دارای گل‌های زرد مایل به قهوه‌ای تا قرمز دارد.
۳. ترخون زمستانی (به انگلیسی: Tagetes lucida) تا دو پا رشد کرده، ساقه‌های بلند بی شاخ و برگ داشته و دارای گلهای زرد طلایی کوچکی می‌باشد.

## گونه‌ها
- جعفری پاکوتاه مینیاتوری Tagetes patula
- جعفری کوچک Tagetes pusilla
- جعفری گل درشت Tagetes erecta

## نگارخانه

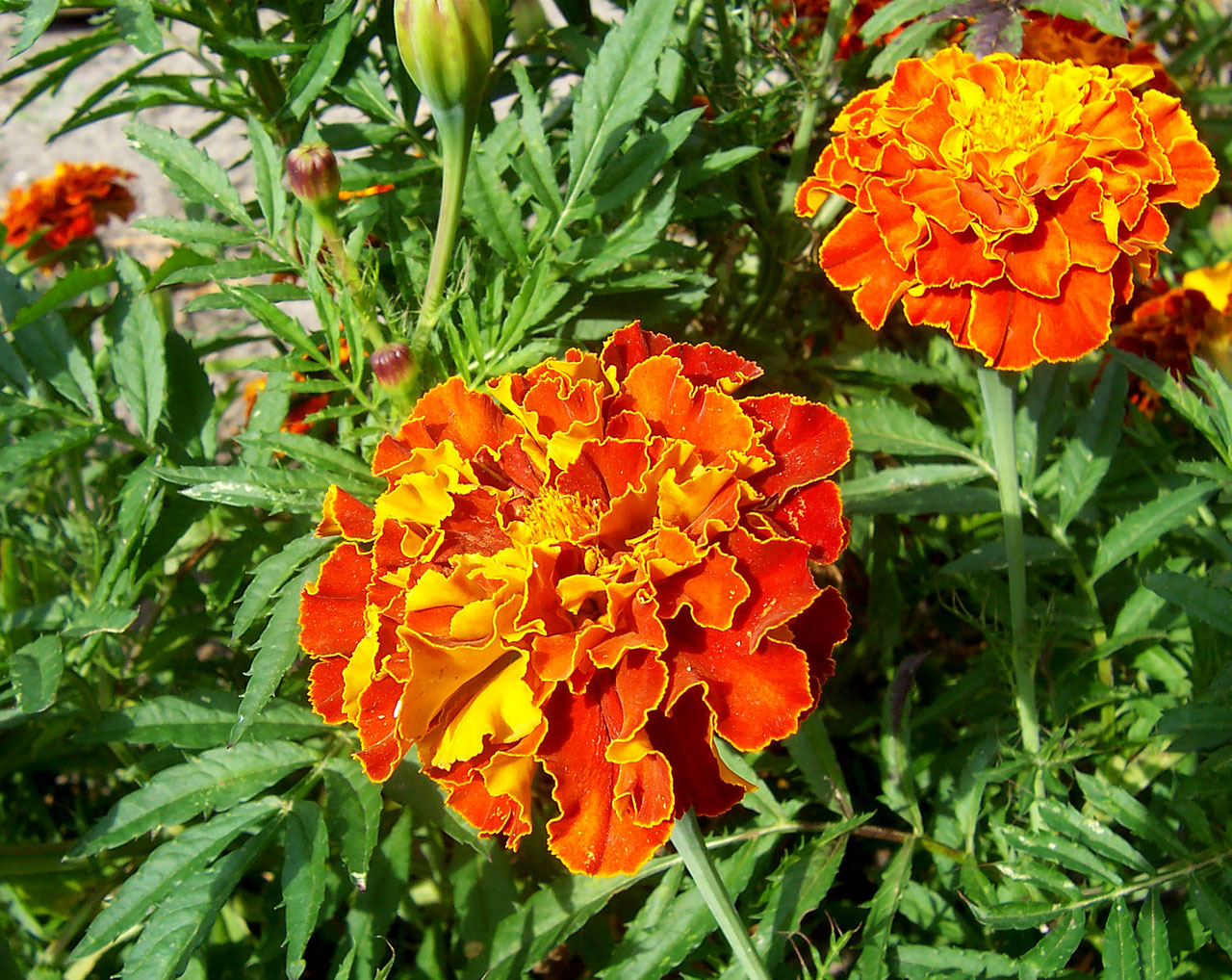
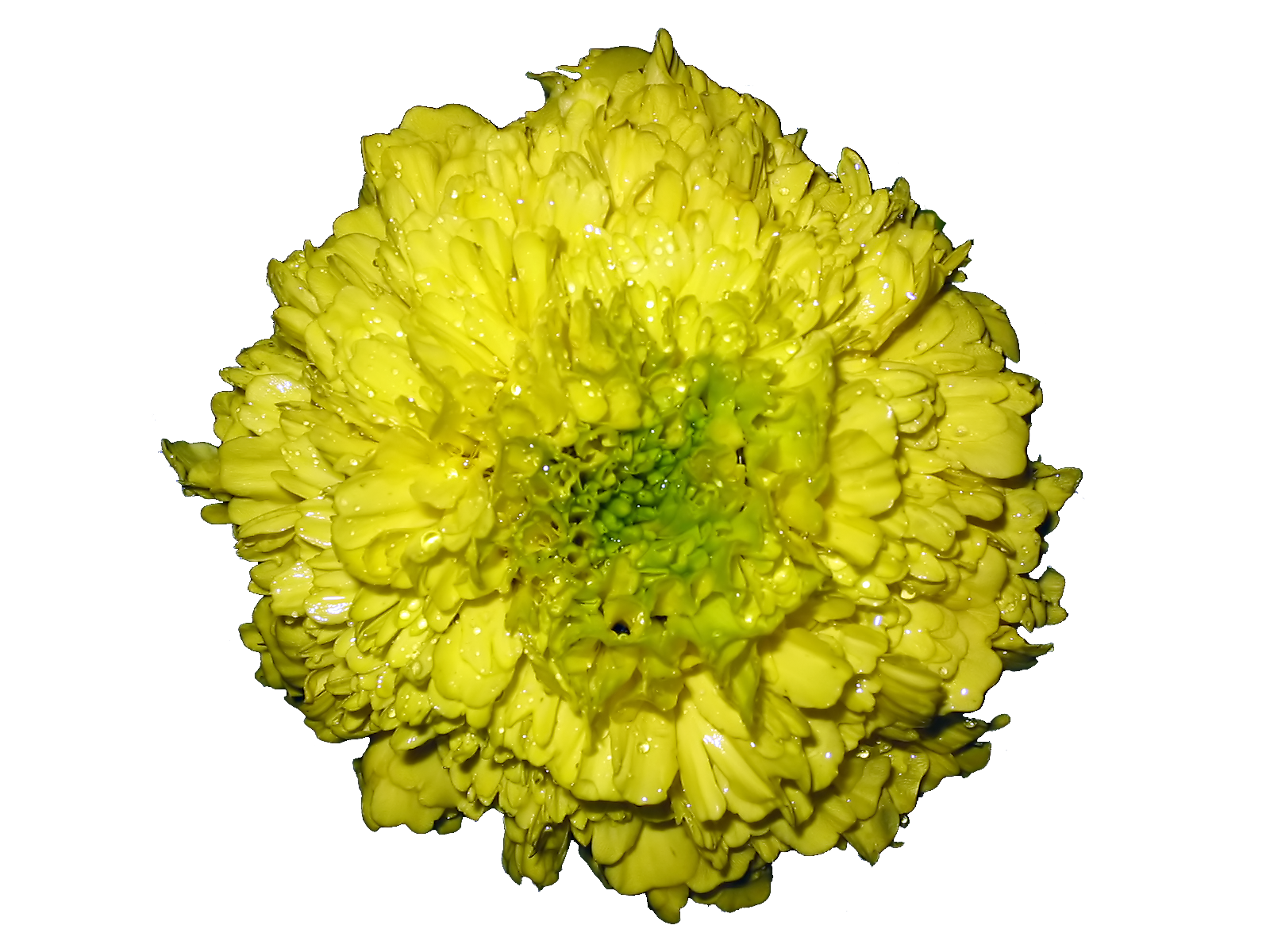
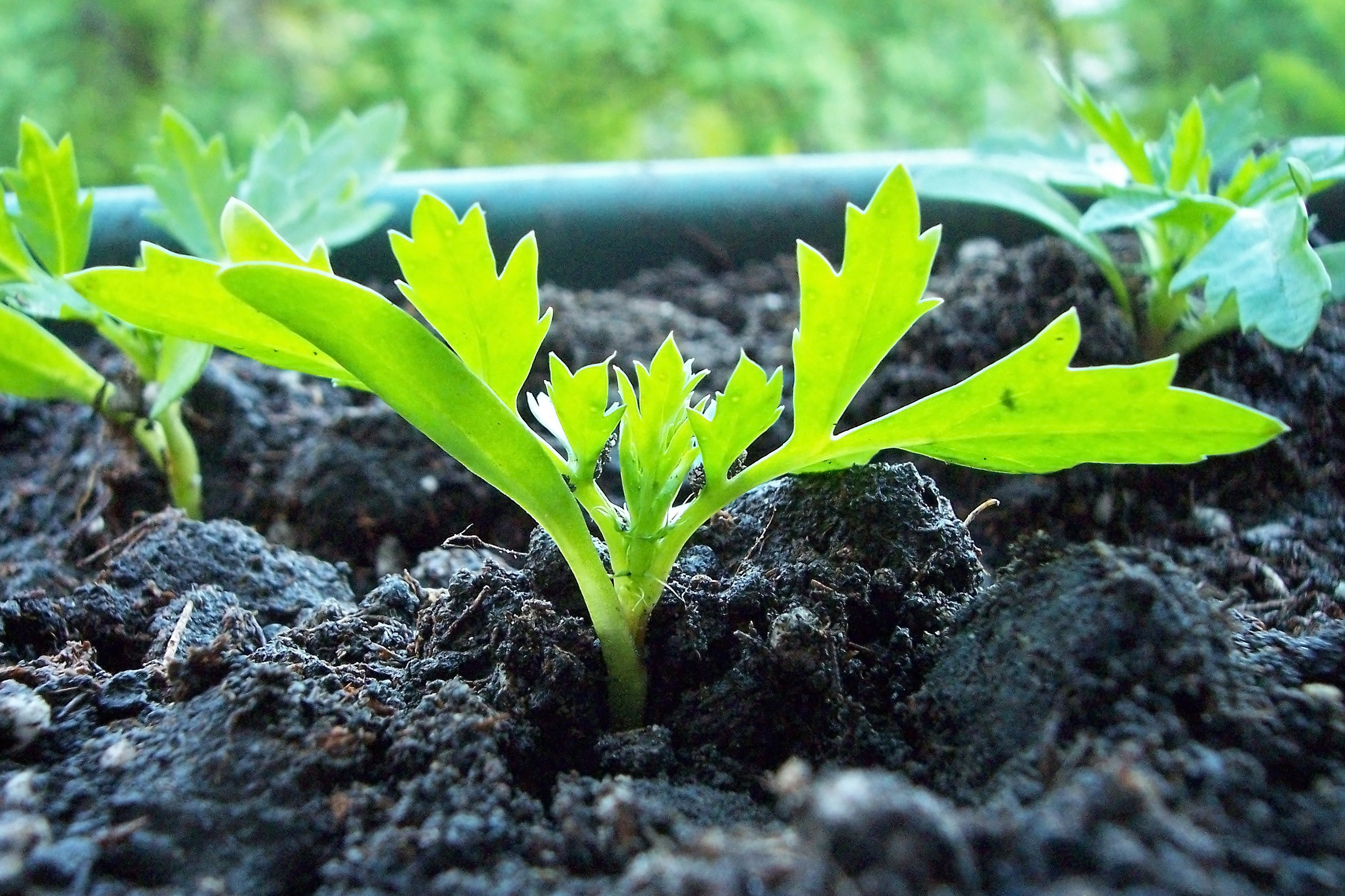
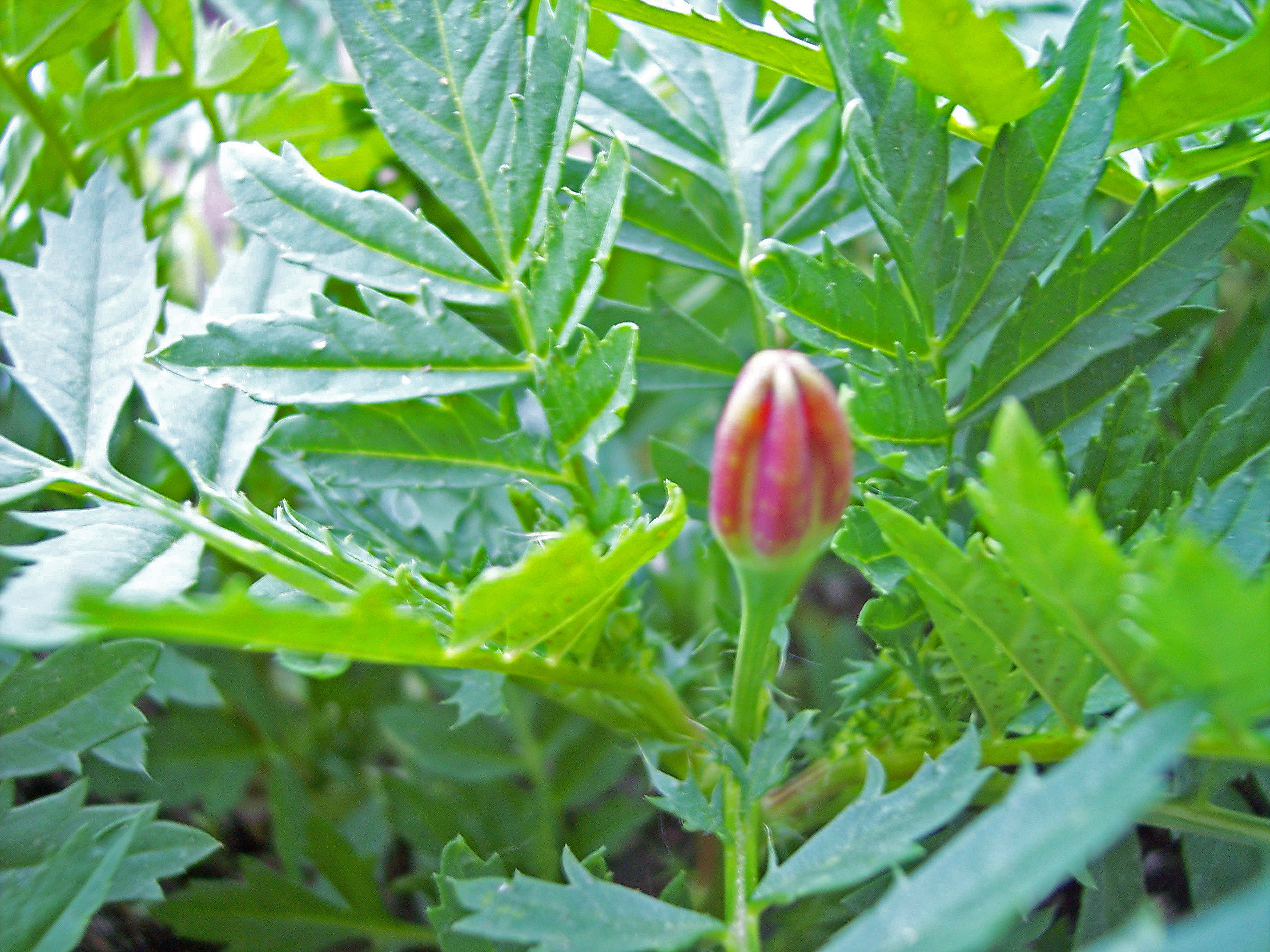
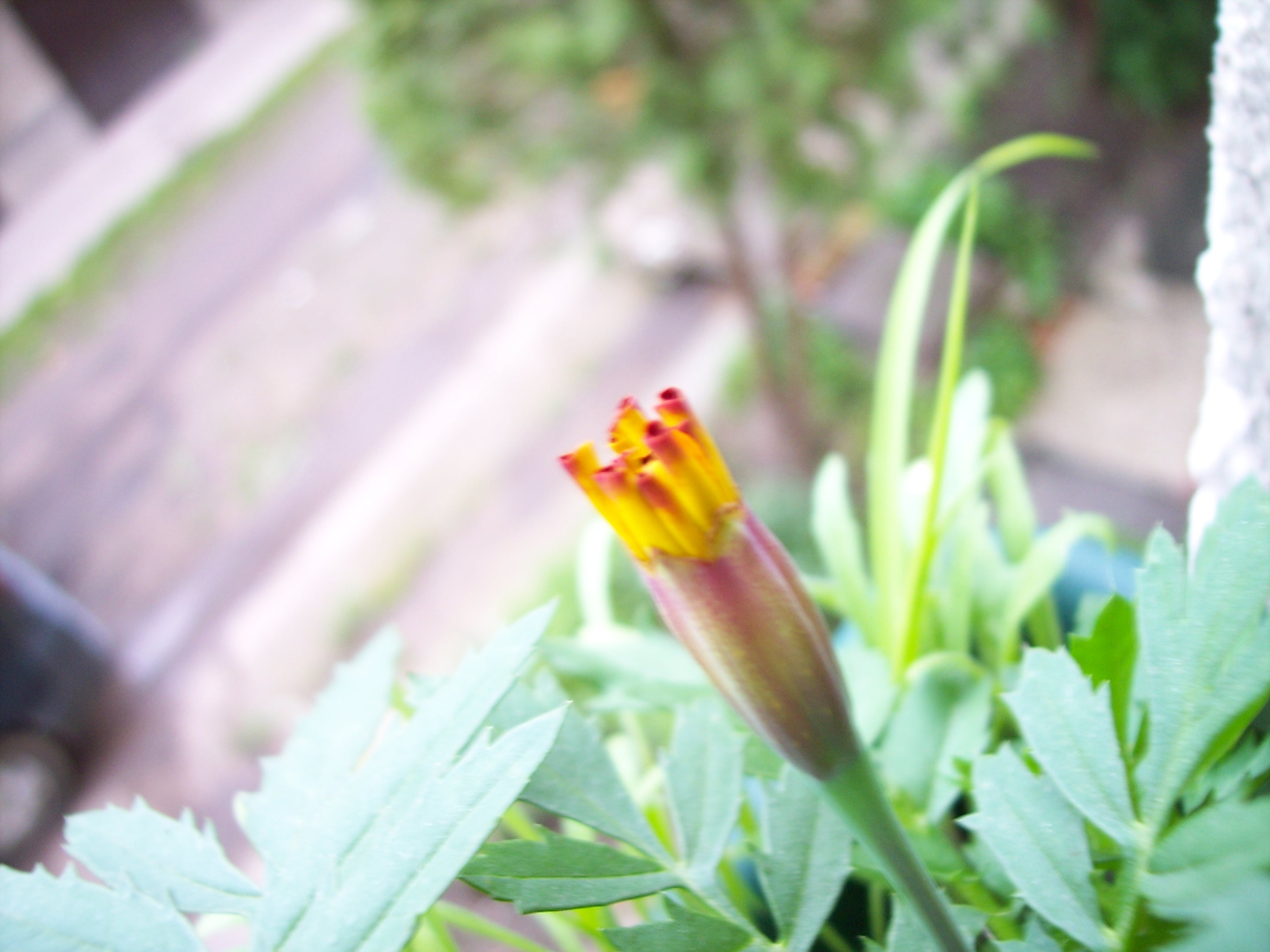
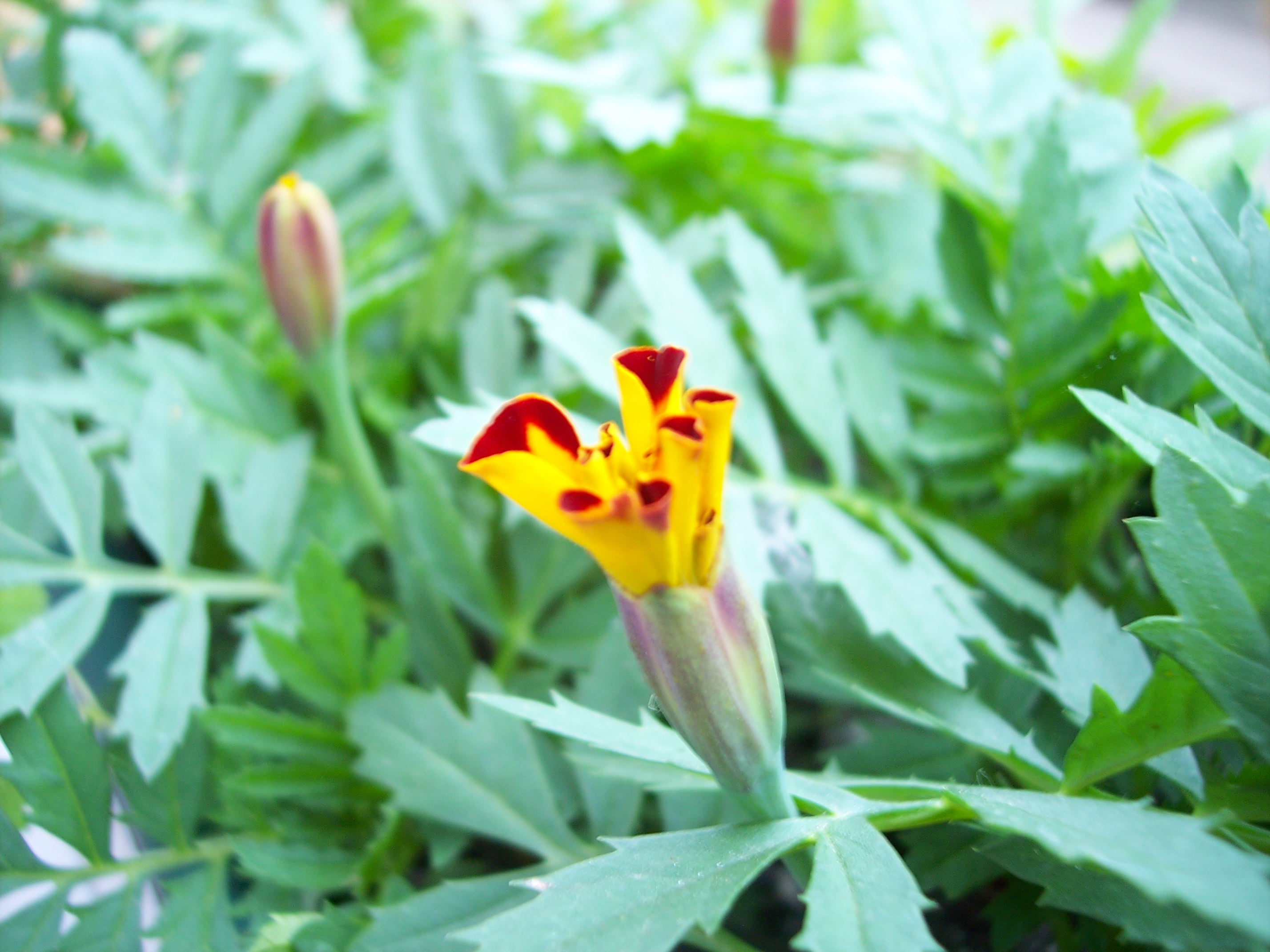
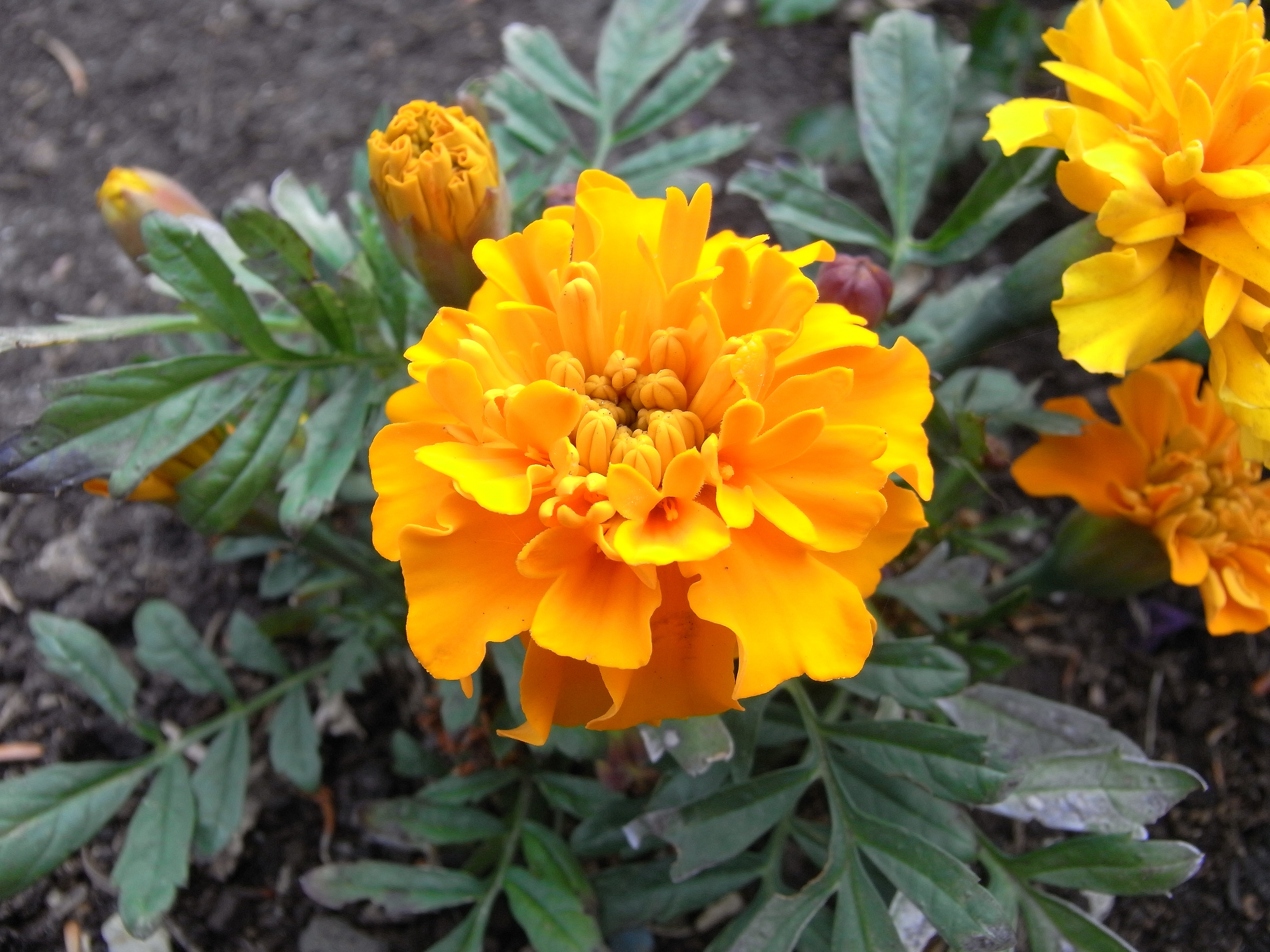
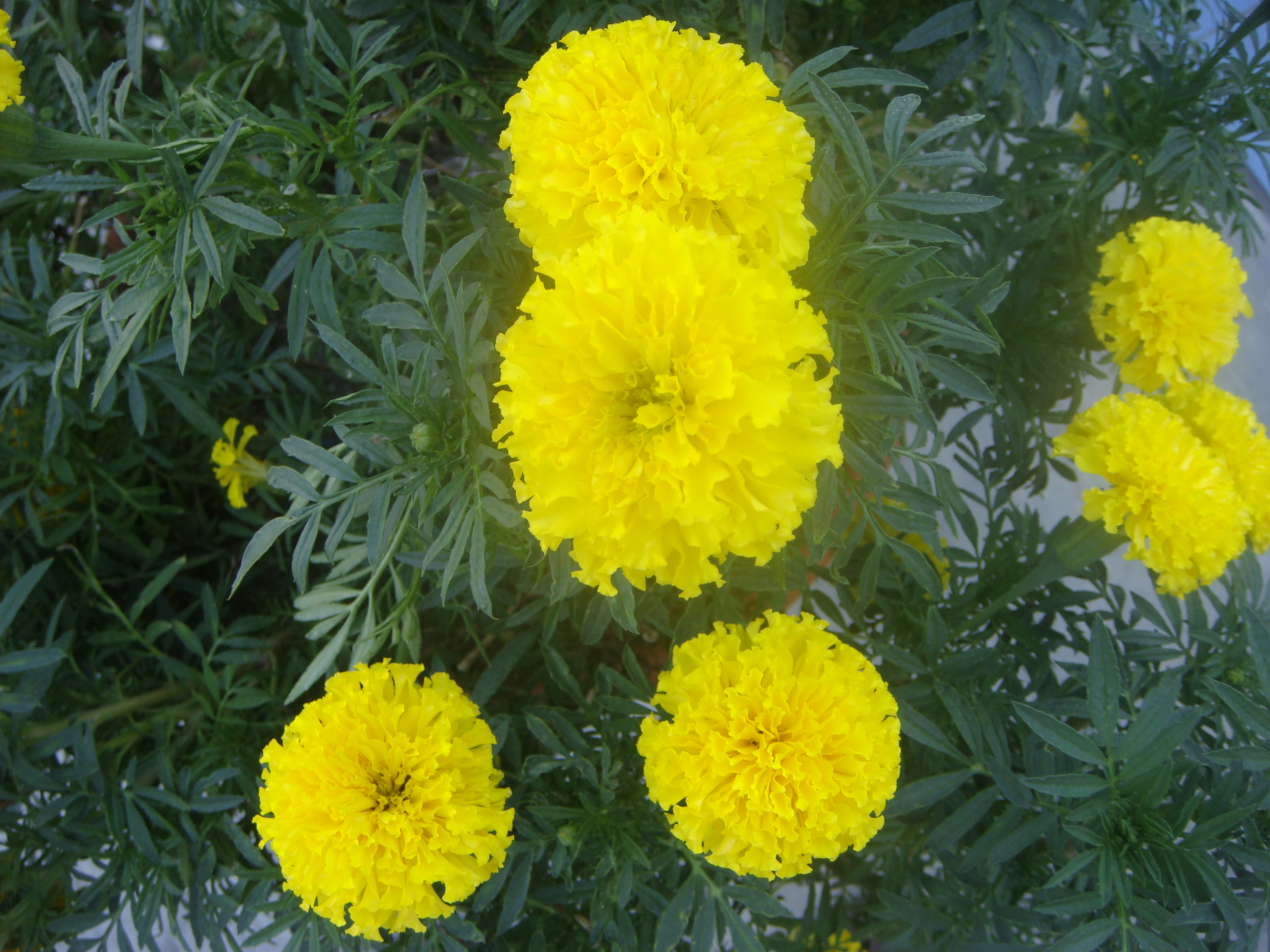